# Anthony Battaglia (Eishockeyspieler)
Anthony Battaglia (* 15. August 1979 in Chicago, Illinois) ist ein US-amerikanischer Eishockeyspieler, der seit Dezember 2010 bei den Tulsa Oilers in der Central Hockey League unter Vertrag steht.         

## Karriere
Anthony Battaglia begann seine Karriere als Eishockeyspieler bei den Soo Indians, für die er in der Saison 1997/98 in der Juniorenliga North American Hockey League aktiv war. Anschließend besuchte der Flügelspieler vier Jahre lang die Western Michigan University, für deren Mannschaft er in der National Collegiate Athletic Association spielte. In der Saison 2002/03 gab er sein Debüt im professionellen Eishockey, als er parallel für die Lowell Lock Monsters aus der American Hockey League und die Florida Everblades aus der ECHL auf dem Eis stand. Von 2003 bis 2008 trat der Linksschütze für mehrere Clubs aus der ECHL an. Dies waren die Mississippi Sea Wolves, Utah Grizzlies, Augusta Lynx und Columbia Inferno. Zudem beendete der US-Amerikaner die Saison 2006/07 bei Manchester Phoenix aus der britischen Elite Ice Hockey League. 
Nachdem Battaglia in der Saison 2008/09 für die Kalamazoo Wings in der International Hockey League auf Torejagd gegangen war, schloss er sich für die folgende Spielzeit den Amarillo Gorillas aus der Central Hockey League an. Für diese erzielte er in 54 Spielen 45 Scorerpunkte, davon 13 Tore. Die folgende Spielzeit begann er bei den Mississippi RiverKings, ehe Battaglia im Dezember 2010 von den Tulsa Oilers verpflichtet wurde, bei denen er gemeinsam mit seinem Bruder Bates Battaglia aufs Eis läuft.

## Erfolge und Auszeichnungen
- 2009 IHL Most Sportsmanlike Player

## Statistik
(Stand: Ende der Saison 2009/10)

## Familie
Battaglias Bruder Bates ist ebenfalls ein professioneller Eishockeyspieler. Ihr Großvater Sam war ein bekannter Mafia-Boss und kurzzeitig Oberhaupt des Chicago Outfit.